# Hoheneiche (Saalfeld)
Hoheneiche ist eine Ortslage im Ortsteil Saalfelder Höhe der Stadt Saalfeld/Saale im Landkreis Saalfeld-Rudolstadt in Thüringen.
Über die Saalfelder Höhe, der dem östlichen Thüringer Wald vorgelagerten Gebirgsstock, führte die Heer- und Handelsstraße Nürnberg-Coburg-Saalfeld-Leipzig. Auf ihrem höchsten Punkt liegt der von Mönchen gegründete Ort Hoheneiche, der 1071 erstmals urkundlich erwähnt wurde.

## Lage

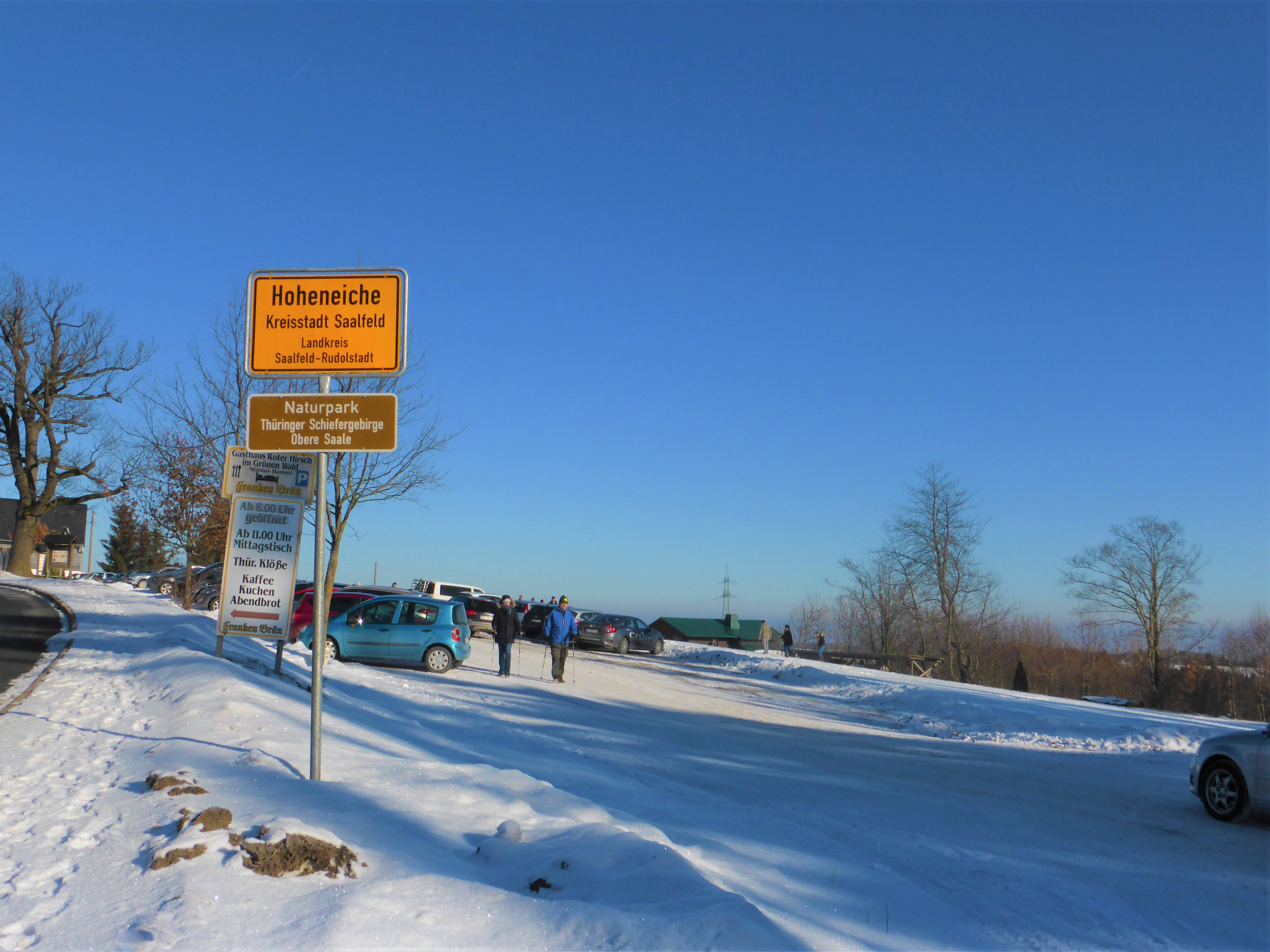
Ortseingangsschild Hoheneiche im Winter

Das Dorf liegt südwestlich von Saalfeld im Naturpark Thüringer Schiefergebirge-Obere Saale direkt an B 281, zwischen Arnsgereuth und Reichmannsdorf in einer Höhe von 681 m ü. NN.

## Geschichte
Der spätere Kaiser Heinrich II. schenkte die Herrschaft Saalfeld 1010 oder 1012 seinem Schwiegersohn, dem lothringischen Pfalzgraf Ehrenfried (genannt Ezzo). Dessen Tochter Richeza, Königin von Polen, vererbte die Herrschaft und den Orlagau 1063 an das Erzbistum Köln. Der Erzbischof Anno II. von Köln begründete 1071 die Benediktinerabtei Saalfeld. Am höchsten Punkt der Herrschaft Saalfeld entstand das Pfarrkirchdorf Hoheneiche unter dem Patronat der Abtei. Die Benediktiner von Saalfeld wählten damit einen weithin sichtbaren Platz zum kirchlichen Mittelpunkt der Saalfelder Höhe. Es war ein wichtiger Schritt in ihrer Missionierung des zuvor von Sorben dünn besiedelten Gebietes. Zuvor hatten die Benediktiner das Gebiet urbar gemacht und zahlreiche Kapellen gegründet.
Das Gebiet um Hoheneiche sowie die Stadt Saalfeld inklusive der Burg ging in einem Tauschgeschäft während der Herrschaft des Kaisers Friedrich I. (HRR) („Barbarossa“) an das Reich über. 1208 wurde der Reichsbesitz durch König Otto IV. an die Grafen von Schwarzburg verpfändet, 1389 von den Markgrafen von Meißen gekauft und 1563 um die Liegenschaften der ehemaligen Abtei (Reformation) Saalfeld ergänzt.
Hoheneiche blieb über die Reformation hinweg das klerikale Zentrum und besaß so noch 1545 sieben Filialen: Volkmersdorf (heute Volkmannsdorf), Witzendorf, Bernsdorf, Geschwende (heute Kleingeschwenda), Arnsgereuth, Eyba und Reichmannsdorf. Letztere blieb bis 1595 ohne Kirche und Schule und noch bis 1674 hatte der Pfarrer von Hoheneiche dort einen Predigtauftrag. Zwischen 1527 und 1563 trennte sich Eyba ab und gehörte ab da zur Kirche der Schwarzburger.
Die Evangelisch-Lutherische Michaelskirche in Hoheneiche wurde zwischen 1629 und 1697 neu erbaut. Der Innenraum wurde zwischen 1700 und 1720 ausgestaltet, bevor 1787 die Orgel eingeweiht werden konnte. Von 1997 bis 2008 wurde die Kirche saniert.
Auf dem Weg zur Schlacht bei Jena und Auerstedt am 14. Oktober 1806 durchzogen zwei Tage zuvor die Franzosen den Ort, womit die Heerstraße durch den Ort die bislang größte Aufmerksamkeit erregte.
Im Jahre 2011 lebten in Hoheneiche 29 Einwohner. Im Ort befindet sich das Pfarrhaus für die Gemeinden. Ganzjährig führt der CVJM Thüringen in zwei Gästehäusern sowie im Sommer auf dem Campgelände Veranstaltungen durch.

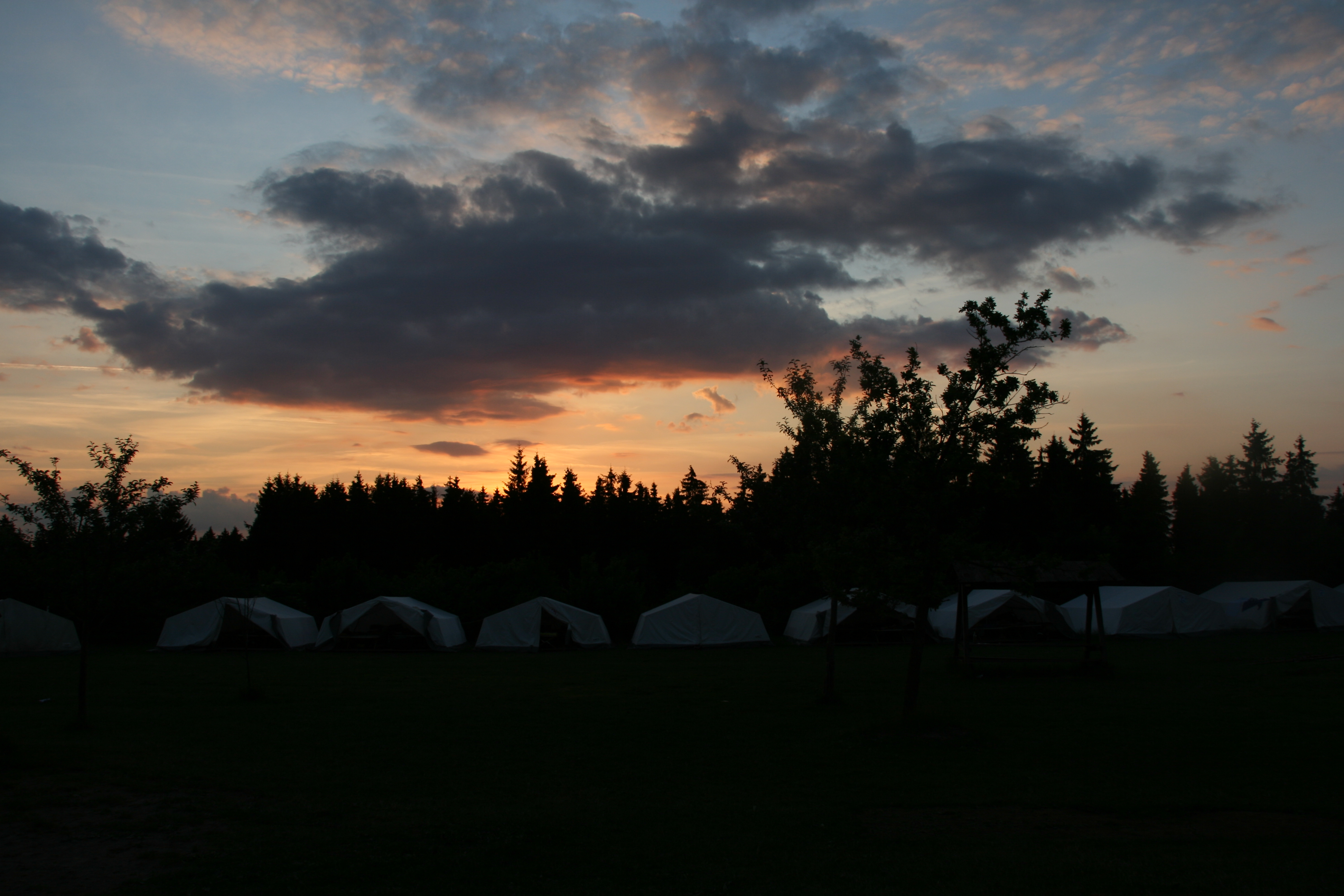
Hoheneiche-Camp

## Infrastruktur
- Michaelskirche mit Friedhof
- Evangel.-Luth. Pfarramt Hoheneiche
- Gasthaus und Pension „Zum Roten Hirsch im Grünen Wald“
- Jugendbildungsstätte des CVJM Thüringen mit zwei Freizeitheimen und Campgelände
- Ski- und Rodelhang

## Persönlichkeiten
In Hoheneiche wurde geboren:
- Ernst Gottfried Fischer (1754–1831), Chemiker, Mathematiker und Physiker